# 파리는 안개에 젖어
파리는 안개에 젖어(La Maison Sous Les Arbres, The House Under The Trees)는 이탈리아에서 제작된 르네 클레망 감독의 1971년 드라마, 미스터리 영화이다. 페이 더너웨이 등이 주연으로 출연하였고 로버트 돌프먼 등이 제작에 참여하였다.

## 출연

### 주연
- 페이 더너웨이
- 바바라 파킨스
- 프랭크 란젤라

### 조연
- 카렌 블란구에르넌
- 레이몬드 버
- 파트릭 드베르
- 레이몬드 제롬
- 질 라슨
- 모리스 로네
- 프랑코 레셀
- 패트릭 빈센트

## 제작진
- 미술: 장 앙드레